# V. Narry Kim
Pour les articles homonymes, voir Kim.
V. Narry Kim, née en 1969, est une biochimiste et microbiologiste sud-coréenne.

## Biographie
En 1988, elle entre à l'Université nationale de Séoul. Elle y obtient un Baccalauréat universitaire ès lettres en microbiologie en 1992 puis une Maîtrise universitaire ès sciences en 1994. Elle rejoint ensuite l'université d'Oxford pour effectuer une thèse en biochimie qu'elle soutient en 1998. Entre 1999 et 2001, elle effectue ses recherches postdoctorales auprès de Gideon Dreyfuss (en) au Howard Hughes Medical Institute et à l'Université de Pennsylvanie. En 2001, elle retourne en Corée du Sud où elle devient chercheuse adjointe au sein de l'Université nationale de Séoul. Elle est directrice du centre de recherches sur l'ARN depuis 2012 à l'Institute for Basic Science (en). Elle est professeure titulaire de l'Université nationale de Séoul depuis 2013. Elle est connue pour ses travaux pionniers sur la biogenèse des Micro-ARN qui ont mené à de nombreux autres travaux sur l'interférence par ARN. Elle est membre du comité de rédaction de plusieurs revues scientifiques dont Molecular Cell, Cell Research, Cell, Genes and Development et The EMBO Journal.

## Récompenses et honneurs
- 2008: Prix L'Oréal-Unesco pour les femmes et la science « Pour avoir élucidé plusieurs étapes clés de la formation d’une nouvelle classe de molécules d'ARN régulatrices de gènes »[3]
- 2009: Prix Ho-Am de médecine de la fondation Samsung
- 2013: membre de l'Organisation européenne de biologie moléculaire
- 2014:
  - membre de l'Académie des sciences de la République de Corée
  - membre de l'Académie nationale des sciences des États-Unis)

## Publications

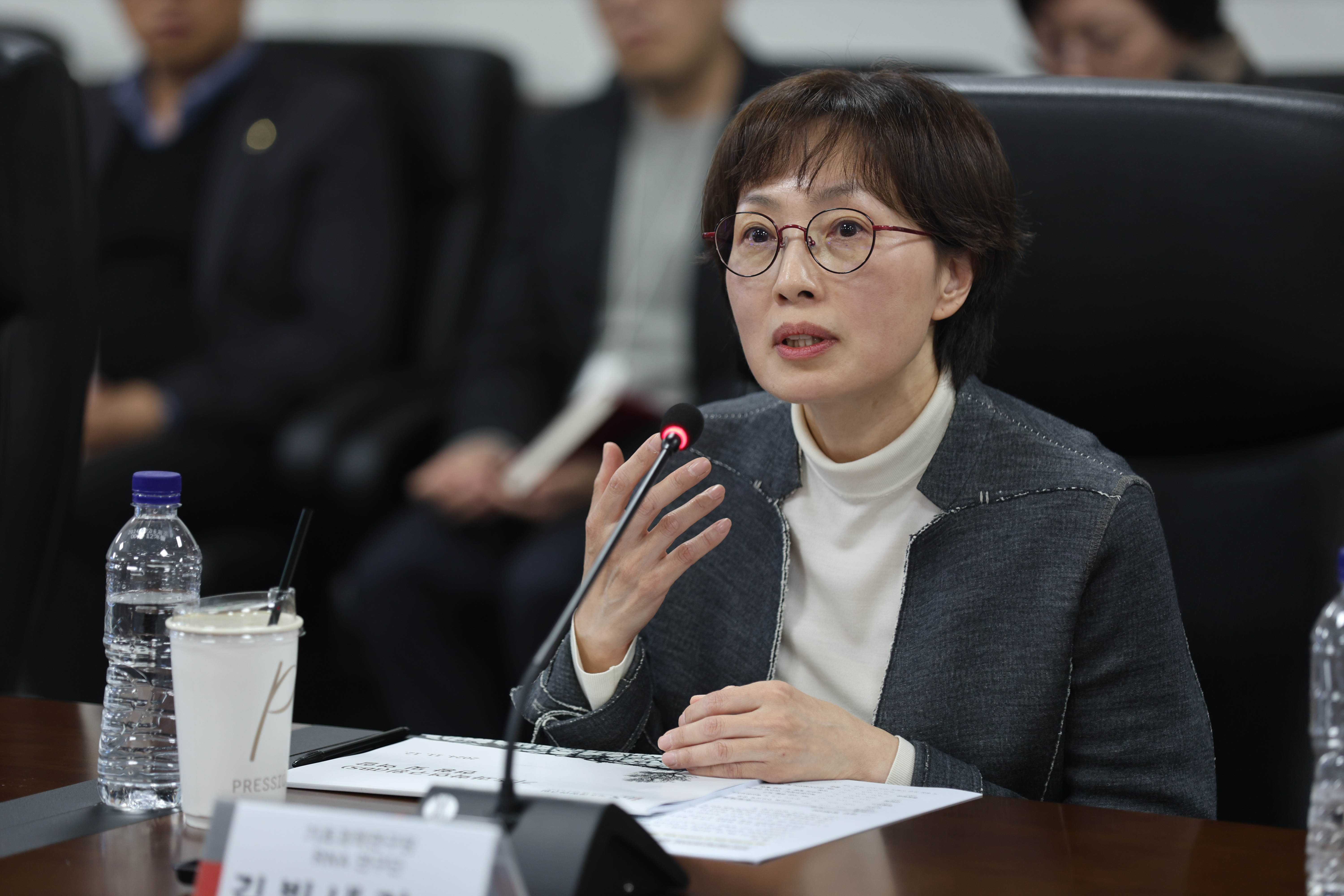
Kim s'exprimant lors d'une réunion en 2024.

- Lee, Yoontae, et al. The nuclear RNase III Drosha initiates microRNA processing. Nature 425.6956 (2003): 415-419.
- Lee, Yoontae, et al. MicroRNA genes are transcribed by RNA polymerase II. The EMBO journal 23.20 (2004): 4051-4060.
- Kim, V. Narry, Jinju Han, and Mikiko C. Siomi. Biogenesis of small RNAs in animals. Nature reviews Molecular cell biology10.2 (2009): 126-139.
- Lee, Yoontae, et al. MicroRNA maturation: stepwise processing and subcellular localization. The EMBO journal 21.17 (2002): 4663-4670.
- Kim, V. Narry. MicroRNA biogenesis: coordinated cropping and dicing. Nature reviews Molecular cell biology 6.5 (2005): 376-385.
- Han, Jinju, et al. The Drosha-DGCR8 complex in primary microRNA processing.Genes & development 18.24 (2004): 3016-3027.
- Han, Jinju, et al. Molecular basis for the recognition of primary microRNAs by the Drosha-DGCR8 complex. cell 125.5 (2006): 887-901.
- Dreyfuss, Gideon, V. Narry Kim, and Naoyuki Kataoka. Messenger-RNA-binding proteins and the messages they carry. Nature reviews Molecular cell biology 3.3 (2002): 195-205.
- Ha, Minju, and V. Narry Kim. Regulation of microRNA biogenesis. Nature reviews Molecular cell biology 15.8 (2014): 509-524.
- Suh, Mi-Ra, et al. Human embryonic stem cells express a unique set of microRNAs. Developmental biology 270.2 (2004): 488-498.